# Manuel Delicado
Manuel Delicado Muñoz (Sevilla, 1901 - Ibíd., 20 de enero de 1980) fue un político español, dirigente del Partido Comunista de España (PCE).
Obrero del sector corcho-taponero, militó desde muy joven en la Confederación Nacional del Trabajo (CNT), aunque en 1926 ingresó junto a José Díaz en el PCE. En 1932 fue elegido miembro de su Comité Central, junto a una nueva generación de dirigentes. Cuando se produjo el Golpe de Estado de julio de 1936, se encontraba en Sevilla, de donde logró escapar hacia la zona republicana. Durante la guerra civil española se convirtió en uno de los líderes del PCE, y llegó a ser director general del Ministerio de Agricultura. En marzo de 1939, tras el Golpe de Casado salió de España junto a otros dirigentes republicanos y/o comunistas, siendo posteriormente miembro del Comité Ejecutivo del PCE. Regresó a su Sevilla natal en 1976 y en 1979, en el IX Congreso del PCE, fue elegido Presidente de la Comisión Central de Garantías y Control.
Falleció en Sevilla el 20 de enero de 1980, a consecuencia de una embolia sufrida semanas antes.